# 11067 Greenancy
11067 Greenancy este un asteroid din centura principală de asteroizi.

## Descriere
11067 Greenancy este un asteroid din centura principală de asteroizi. A fost descoperit pe 25 februarie 1992 la Kitt Peak National Observatory în cadrul proiectului Spacewatch. Asteroidul prezintă o orbită caracterizată de o semiaxă mare de 2,97 ua, o excentricitate de 0,09 și o înclinație de 2,5° în raport cu ecliptica.